# ادلسفلد
ادلسفلد (به آلمانی: Edelsfeld) یک شهر در آلمان است که در امبرگ-سولزباخ واقع شده‌است. ادلسفلد ۱٬۹۶۶ نفر جمعیت دارد.